# Philip Doyle
Philip Doyle (* 17. September 1992) ist ein irischer Ruderer, der 2024 Olympiadritter wurde.
Doyle trat 2018 erstmals im Ruder-Weltcup an und belegte in Luzern den 15. Platz im Einer. Bei den Weltmeisterschaften 2018 in Plowdiw ruderte er zusammen mit Ronan Byrne im Doppelzweier und erreichte den neunten Platz. 2019 belegten Doyle und Byrne den zehnten Platz bei den Europameisterschaften in Luzern. Beim Weltcup-Finale in Rotterdam erreichten die Iren als Zweite hinter den Schweizern das Ziel. Sechs Wochen später siegte bei den Weltmeisterschaften 2019 in Linz-Ottensheim der chinesische Doppelzweier, dahinter erhielten Doyle und Byrne die Silbermedaille. Bei den Olympischen Spielen in Tokio belegten Byrne und Doyle den zehnten Platz.
2023 trat Doyle im Doppelzweier zusammen mit Daire Lynch an. Die beiden wurden Vierte bei den Europameisterschaften 2023 in Bled. Drei Monate später bei den Weltmeisterschaften in Belgrad gewannen die Iren die Bronzemedaille hinter den Niederländern und den Kroaten. Bei den Olympischen Spielen 2024 in Paris siegte im Doppelzweier das rumänische Boot vor den Niederländern. Doyle und Lynch erruderten die Bronzemedaille.